# Богдановка (Павлодарський район)
Богда́новка (каз. Богдановка) — село у складі Павлодарського району Павлодарської області Казахстану. Входить до складу Луганського сільського округу.
Населення — 262 особи (2021; 403 у 2009, 516 у 1999, 522 у 1989).
Національний склад станом на 1989 рік:
- німці — 28 %
- українці — 24 %
- казахи — 23 %
- росіяни — 21 %